# Kidnapped (série télévisée)
Pour les articles homonymes, voir Kidnapped.
Kidnapped est une série télévisée américaine en treize épisodes de 42 minutes, créée par Jason Smilovic dont cinq épisodes ont été diffusés entre le 20 septembre et le 28 octobre 2006, puis les épisodes restants du 24 juin 2007 au 11 août 2007 sur le réseau NBC.
En France, la série a été diffusée du 15 novembre 2007 au 13 décembre 2007 sur M6.

## Synopsis
Cette série est centrée sur tous les protagonistes d'un enlèvement : les auteurs, la famille de la personne enlevée ainsi que les policiers chargés de l'enquête.

## Distribution
- Timothy Hutton (VF : Pierre Laurent) : Conrad Cain
- Dana Delany (VF : Marine Jolivet) : Ellie Rand Cain
- Will Denton (en) (VF : Yann Le Madic) : Leopold Cain
- Jeremy Sisto (VF : Maurice Decoster) : Lucian Knapp
- Carmen Ejogo (VF : Stéphanie Lafforgue) : Turner
- Delroy Lindo (VF : Saïd Amadis) : Latimer King
- Mykelti Williamson (VF : Frantz Confiac) : Virgil Hayes
- Linus Roache (VF : Tanguy Goasdoué) : Andrew « Andy » Archer
- Olivia Thirlby (VF : Anouck Hautbois) : Aubrey Cain
- Phyllis Somerville : Annie Phillips

## Épisodes
1. L'Alternative (Kidnapped)
2. Double enlèvement (Special Delivery)
3. La Morsure du passé (Sorry Wrong Number)
4. La Piste du tireur (Number One with a Bullet)
5. Le Jeu des apparences (Burn, Baby, Burn)
6. Tout ne s’achète pas (My Heart Belongs to Daddy)
7. Au-dessus de tout soupçon (Front Page)
8. Pris pour cible (Gone Fishing)
9. La roue tourne (Do Unto Others)
10. Dans la ligne de mire (Impasse)
11. Mutinerie (Mutiny)
12. À la trace (Acknowledgement)
13. La Loi de la jungle (Resolution)

## Commentaires
- À l'origine, chaque saison devait mettre en scène un enlèvement différent, mais en raison de mauvaises audiences, NBC a arrêté la série à la fin de la première saison.

- Malgré ses bonnes critiques, la série a été rapidement retirée de l’antenne outre-Atlantique. Dans un premier temps proposée le mercredi à 22 h, elle a changé de case horaire au bout de seulement trois semaines pour prendre place le samedi. Mais la série a continué de perdre des téléspectateurs et ils n’étaient plus que 3,8 millions à suivre le cinquième épisode de la première saison le… couperet est tombé[1].

## DVD
- France :

La série est sortie sur le support DVD.
- Kidnapped (Coffret 3 DVD-9) sorti le 9 avril 2008 édité par Sony Pictures et distribué par Sony Pictures Home Entertainment. Le ratio écran est en 1.78:1 panoramique 16:9. L'audio est en anglais et français dolby digital. Les sous-titres en français sont présents. L'intégralité des treize épisodes de 42 minutes sont présents. En suppléments un spot promotionnel ainsi que des notes de productions. Il s'agit d'une édition Zone 2 PAL.